# Битка при Цюлпих (1267)
Битката при Цюлпих (на немски: Schlacht bei Zülpich, Schlacht am Marienholz, Marienwald) се провежда на 18 октомври 1267 г. между войските на архиепископа на Кьолн Енгелберт II фон Фалкенбург и на графа на Юлих Вилхелм IV и техните съюзници. Битката завършва със загубата на архиепископа.
През втората половина на 1267 г. те се скарват заради въведените от архиепископа нови мита в Нойс. Архиепископът нахлува в графство Юлих и завладява Зинциг и други селища. Към Вилхелм IV и графовете на Юлих се присъединяват град Кьолн, графовете на Гелдерн, Берг, Катценелнбоген и други господари.
Двете страни са подпомагани от господарите от Вестфалия. На страната на архиепископ Енгелберт застават графа на Клеве Дитрих VII, епископа на Падерборн Симон I, Ото III от Равенсберг, Фридрих I фон Ритберг, Бернхард и Херман фон Липе, Рудолф фон Щайнфурт и Готфрид III фон Арнсберг. На тяхна страна са и епископа на Мюнстер Герхард фон Марк, епископа на Оснабрюк Ведекинд, Енгелберт I фон Марк и Адолф фон Валдек. Вероятно се присъединяват още и манастира Херфорд и графство Шваленберг.
Битката се състои на 12 – 18 октомври 1267 г. между Цюлпих и Лехених в Северен Рейн-Вестфалия. Архиепископ Енгелберт, графа на Клеве Дитрих VII, както и епископа на Падерборн Симон I от Липе и графа на Ритберг Фридрих I са пленени. Повечето от тях са освободени до година и половина. Енгелберт и графът на Клеве са пленени от граф Вилхелм IV от Юлих.
Скоро след това Дитрих VII е освободен, след като се уговаря сватба между двете фамилии. Енгелберт обаче е задържан до 1271 г. в замъка Нидеген и едва след Интердикт на Папата над съюзниците е отново освободен. Енгелберт трябва да плати големи глоби и трябва да обещае в бъдеще да не изисква повече нови мита и данъци.